# Tupãssi
Tupãssi is een gemeente in de Braziliaanse deelstaat Paraná. De gemeente telt 8.099 inwoners (schatting 2009).